# Монумент Уоллеса

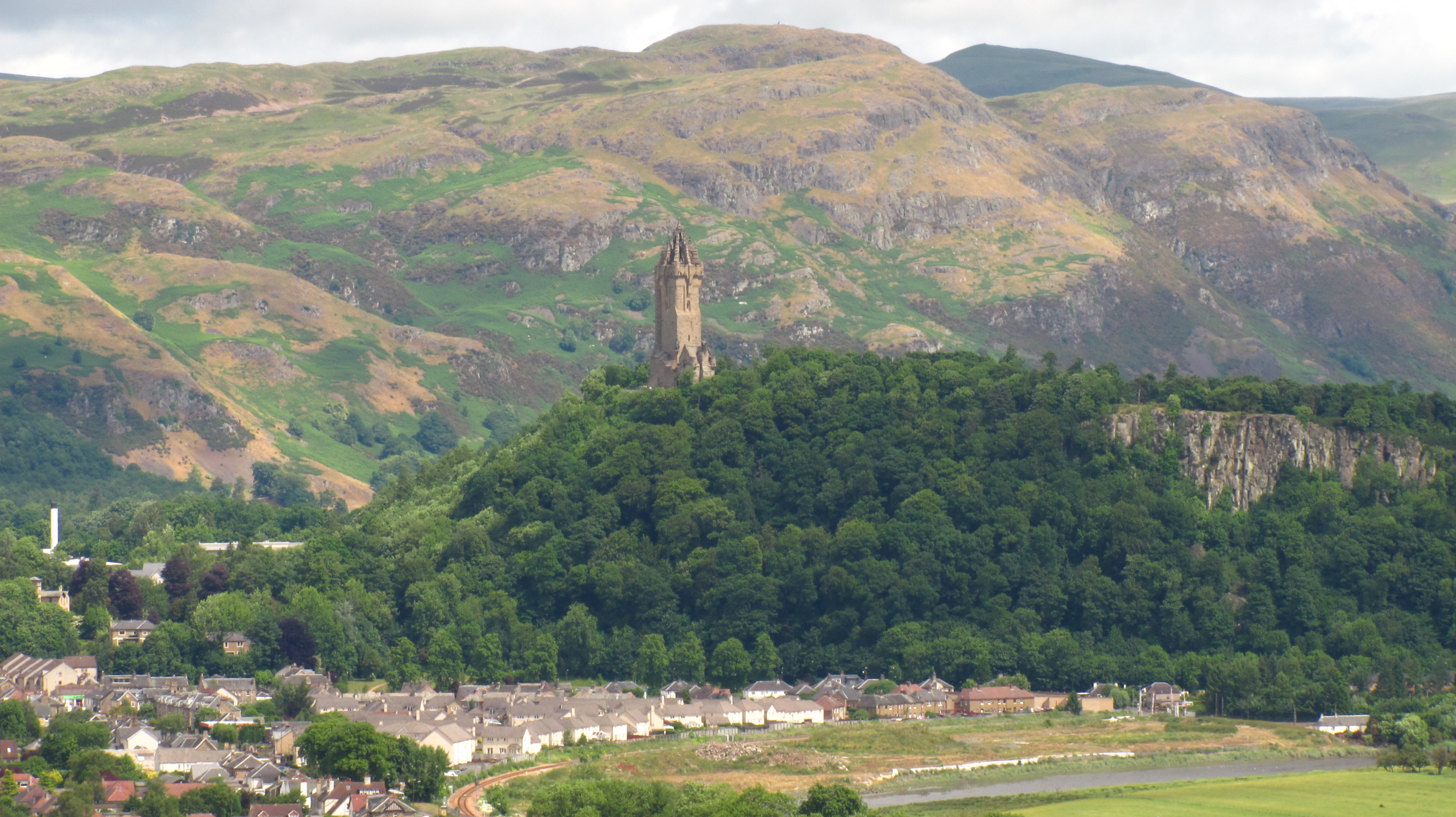
Панорама монумента над Стерлингом

Монумент Уоллеса (англ. Wallace Monument) — четырёхгранная башня высотой 67 м, построенная в 1869 году в городе Стерлинге в честь шотландского национального героя Уильяма Уоллеса.

## Расположение
Построенная в готическом стиле башня находится в 1,5 км от Стерлинга на холме Эбби-Крэйг по дороге в Данбли. По легендам, именно с этого холма Уоллес наблюдал за английской армией перед Битвой на Стерлингском мосту, прежде чем отдать шотландскому войску приказ о нападении. Местные жители утверждают, что башня была сооружена как аттракцион для английских туристов.

## Музей

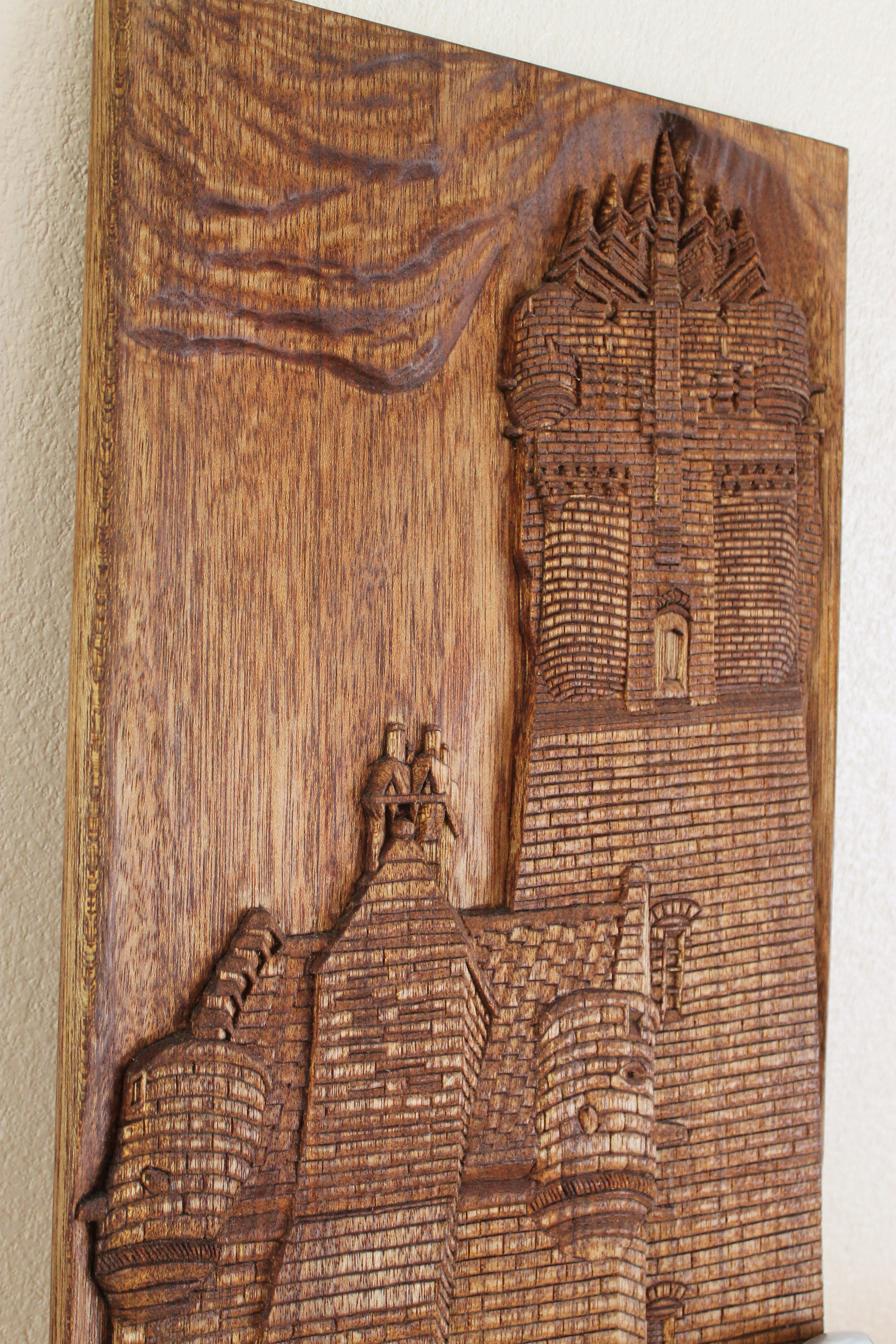
Рельеф с изображением башни

Музей в монумент Уоллеса открыт на протяжении всего года. Здесь можно узнать об истории и исторических личностях Шотландии. Посетителей встречает фигура Уильяма Уоллеса, говорящая фигуре английского короля: «У тебя есть моё тело, но не моя преданность и моё уважение». На втором этаже находится видео-стенд, посвящённый Уоллесу и битве на Стерлингском мосту. Там же выставлены меч Уоллеса и костюм Мела Гибсона из фильма «Храброе сердце» (после выхода этого фильма количество посетителей музея утроилось). На третьем этаже находится «Зал героев» — выставка, посвящённая выдающимся деятелям Шотландии других эпох. На четвёртом этаже показана история самого монумента. Там же указано, где ещё в мире находятся памятники Уоллесу. На самом верху башни находится «Корона» — смотровая площадка, с которой открывается вид на город и на замок Стерлинг.